# Vic Browne
Victor George Vic Browne (10 de gener de 1942) va ser un ciclista australià que s'especialitzà en les curses de sis dies. Va participar en els Jocs Olímpics de 1964 en Persecució per equips.

## Palmarès en pista
- 1961
  - 1r als Sis dies de Bendigo (amb William Lawrie)